# Götterdämmerung
O Crepúsculo dos Deuses (em alemão:  Götterdämmerung) é uma ópera do compositor alemão Richard Wagner, a quarta parte das quatro que compõem a tetralogia Der Ring des Nibelungen (O Anel do Nibelungo). Composta entre 1869 e 1874, estreou no Bayreuth Festspielhaus, Bayreuth, em 17 de agosto de 1876, como parte da primeira apresentação completa da Saga do Anel.
O título é uma tradução ao alemão do termo em nórdico antigo Ragnarök, que, na mitologia nórdica, se refere à guerra profetizada entre os deuses, que resulta no fim do mundo. Entretanto, como no restante da tetralogia, a interpretação de Wagner para esse apocalipse diverge significativamente das fontes nórdicas.
A última cena do último ato é talvez uma das mais difíceis direções de cena da história da ópera, quando o fogo consome todo o cenário e o rio Reno inunda o local, levando as ninfas consigo.

## Sinopse

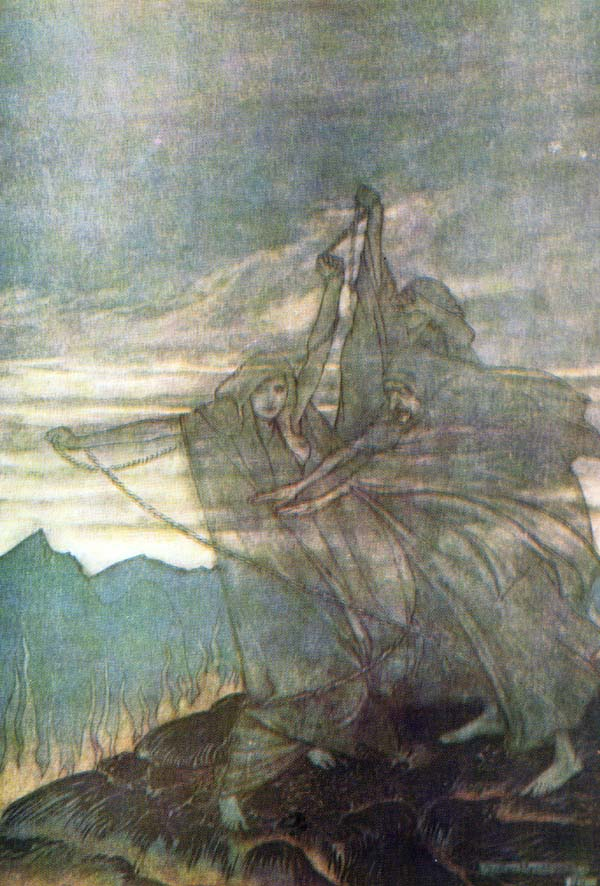
As nornas tecem o fio do destino

### Prólogo
Filhas de Erda, as três nornas estão próximas à rocha de Brunilda, tecendo o fio do destino. É noite e elas cantam sobre o passado, como sobre o fogo erguido por Loge a mando de Wotan para circundar Brunilda e outros acontecimentos: contam a origem da lança de Wotan, o subjulgamento de Loge, o roubo do ouro do Reno pelo anão Alberich. Enquanto isso, o fio se embaraça na ponta de uma rocha, cortando-o parcialmente. Elas continuam narrando a maldição do anel, e quando Wotan ateará fogo em Valhala para marcar o fim dos deuses. Inesperadamente, o fio se rompe, e as nornas desaparecem nas profundezas, lamentando a perda do seu conhecimento.
Com o amanhecer, Siegfried e Brunilda surgem de uma gruta após consumarem seu amor. Ela o envia para novas aventuras, pedindo-lhe que mantenha seu amor em mente. Como demonstração de fidelidade, ele lhe dá seu anel conquistado na luta contra Fafner, e é agraciado com o cavalo dela, Grane, e seu escudo de valquíria. Por fim, ele parte com o escudo e o cavalo.

### Ato I

#### Cena I
O primeiro ato inicia-se no salão do palácio dos gibichungos, um povo que vive às margens do rio Reno. Vê-se sentado em seu trono o rei Guntário. Questionado por Guntário sobre sua dignidade perante o povo, seu meio-irmão Hagen sugere-lhe encontrar uma mulher para si, e um marido para sua irmã Gutrune. Ele menciona Brunilda para si, e Siegfried à irmã. Ao saber da condição da moça, que vivia no alto de uma rocha circundada por fogo, Guntário questiona como poderia chegar até ela. Hagen esclarece que somente um homem era capaz de realizar tal feito, Siegfried, contando sobre o feito do jovem ao matar um dragão, dando-lhe fama e um tesouro.
Guntário ainda não entende como poderia chegar a Brunilda, mas ouve de Hagen que seria o próprio Siegfried que a traria para si, após ser seduzido por Gutrune. Hagen sugere usar uma poção mágica para entorpecer o jovem a fim de esquecer sua amada, de forma que, sob sua influência, ele poderia se apaixonar por Gutrune e trazer sua esposa Brunilda a Guntário.
Guntário não esconde sua alegria com o plano, e pergunta a seu irmão como encontrar o herói. Ele responde que Siegfried estava sempre à procura de aventuras, e eventualmente chegaria ao local. E isso realmente acontece.

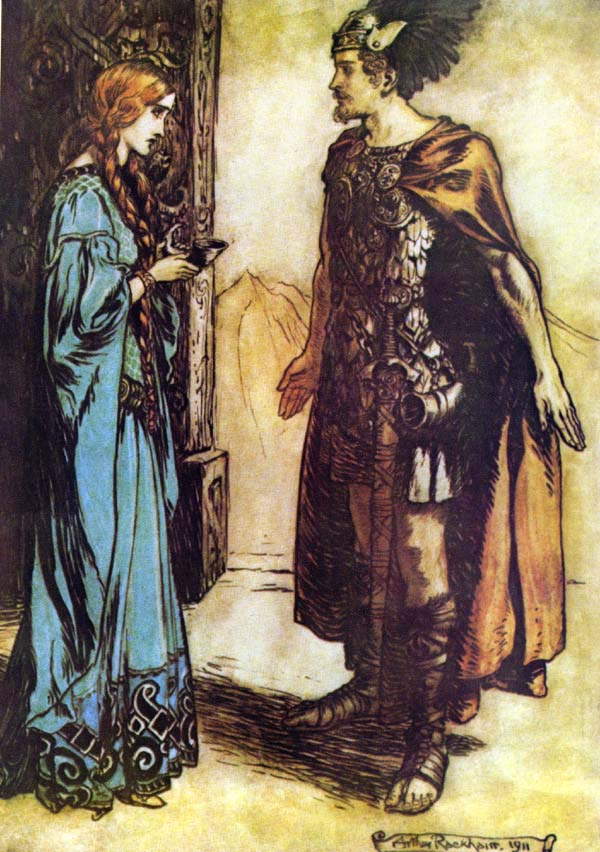
Gutrune, Siegfried e a poção mágica

#### Cena II
Siegfried vai ao encontro dos gibichungos, à procura de Guntário, que se apresenta e o recepciona. O hóspede demanda a luta ou a amizade entre os dois, o que é prontamente respondido pela escolha da amizade. Guntário lhe oferece todo seu reino, que fica à disposição do herói. Não tendo bens, Siegfried oferece somente a si mesmo, como companheiro e como soldado. Hagen lhe pergunta sobre o tesouro do nibelungo, e Siegfried lhe responde que não tinha o menor interesse naquilo, deixando na gruta do dragão. Hagen novamente lhe pergunta se ele realmente não havia tomado consigo nada daquele tesouro, e Siegfried responde que tinha apenas o elmo mágico Tarnhelm, e um certo anel. Hagen conhece a natureza dos dois objetos e, percebendo que Siegfried não o usava, pergunta se o anel estava bem guardado. Siegfried responde que o anel estava com sua esposa Brunilda, o que desperta o interesse de Hagen.
Gutrune lhe oferece sua poção do amor disfarçada numa bebida, e ao beber Siegfried acaba esquecendo seu amor por Brunilda e se apaixona por Gutrune. Tímida, ela sai do recinto, e o entorpecido Siegfried pergunta a Guntário se ele tem uma esposa. Ele responde negativamente, mencionando que a única mulher que o interessa é inalcançável. Siegfried lhe oferece ajuda, e então Guntário o avisa sobre Brunilda e o fogo mágico. Percebe-se que Siegfried realmente se esqueceu por completo do seu passado e do seu amor por Brunilda. Eles juram fraternidade pelo sangue, com punição pela morte, e partem para a rocha de Brunilda. Hagen permanece para guardar o palácio, e Gutrune aparece para perguntar sobre Siegfried. Por fim, Hagen pensa consigo mesmo sobre seus planos: os noivos para os irmãos e o anel para si!

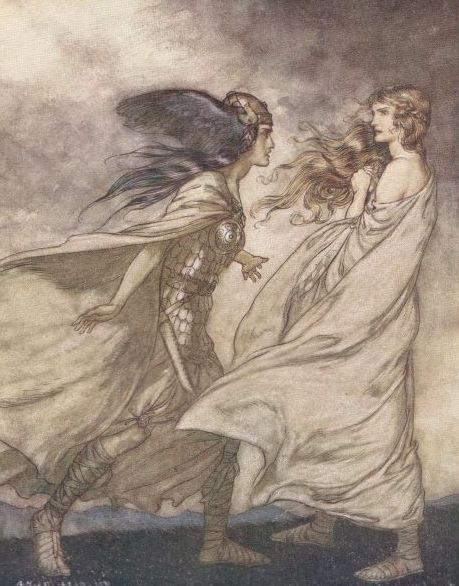
Brunilda é visitada pela valquíria Waltraute

#### Cena III
Enquanto isso, volta-se a rocha onde vive Brunilda. Ela ouve um cavalo chegando, e eis que chega uma de suas irmãs, a valquíria Waltraute. Brunilda a pergunta o motivo da visita, já que Wotan havia proibido; também pergunta se seu pai já estava mais brando, e cita sua felicidade com Siegfried. Claramente abalada desde a chegada, a irmã responde que havia chegado por questões mais sérias.
Ela relata que desde a exclusão de Brunilda, Wotan já não as enviava para as batalhas, ignorando os heróis, voltando para suas peregrinações. Ele sempre tinha em mãos os fragmentos de sua lança. Ele teme perdê-la, pois ela possui todos os tratados e barganhas que ele já havia feito, tudo o que o fortalece. Ele havia ordenado que os galhos da Yggdrasil, a Árvore do Mundo, fossem empilhados ao redor da Grande Sala da Valhala. Também havia enviado seus corvos para espiar o mundo e o informar sobre todas as notícias; só poderiam voltar para trazer boas notícias. Descrente, Wotan já esperava o fim da Valhala. As valquírias ainda sugeriram que o fim poderia ser evitado se Brunilda devolvesse o anel ao seu dono de direito, as donzelas do Reno.
Waltraute suplica à Brunilda para devolver o anel às ninfas, já que a maldição daquele objeto agora estava afetando seu pai, Wotan. Entretanto, Brunilda se recusa a se desfazer do símbolo do amor de Siegfried. Mesmo com insistência, Brunilda não cede, e então Waltraute parte desamparada.
Começa a anoitecer, e as chamas ao redor de sua morada se intensificam, o que a faz crer no retorno do amado. Era justamente Siegfried retornando, mas disfarçado de Guntário através do seu elmo mágico, Tarnhelm. Ele exige Brunilda como sua esposa, forçando-a a segui-lo nem que fosse pela força. Ela percebe nisso um castigo de Wotan, e luta com desconhecido. Apesar da resistência violenta da moça, ele a domina, pegando para si o anel, e exige que ela entre na gruta.

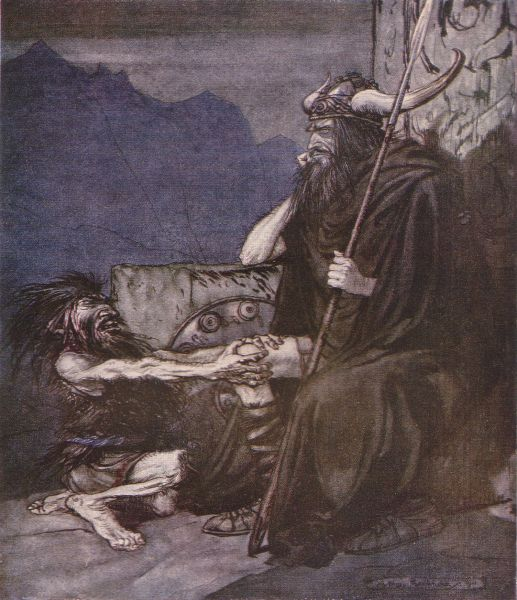
Alberich dialoga com Hagen

### Ato II

#### Cena I
Hagen repousa no palácio, e é visitado por seu pai Alberich. O velho o ordena obter o anel, perguntando sobre o progresso desse plano, e o filho jura obtê-lo. Em diversos momentos, Alberich pergunta se o filho está dormindo: questiona-se se esta cena representa um sonho de Hagen com o pai. Para reforçar a hipótese, Alberich cita em certo momento: "Não ouves a mim, que não mais tenho repouso nem sono?".

#### Cena II
Com o amanhecer, Siegfried retorna, assumindo sua forma natural novamente e animado com o sucesso de sua missão. Ele acorda Hagen, que lhe pergunta sobre os últimos acontecimentos. Siegfried o explica que havia retornado da rocha de Brunilda, e pergunta por Gutrune. Ela chega e, curiosa, também pergunta sobre as últimas novidades. Siegfried narra os fatos recentes, assegurando sua fidelidade à Gutrune. Ele explica que logo chegariam Guntário e Brunilda, e Hagen os identifica ao longe. Siegfried e Gutrune partem para os preparativos do casamento, restando apenas Hagen no recinto.

#### Cena III
Hagen sobe numa rocha e então convoca os gibichungos com seu berrante. Ele clama que há perigo, e que eles deveriam portar suas armas. Os soldados chegam afoitos, curiosos com a chamada inesperada. Hagen os explica que Guntário chegaria com sua noiva, e os homens se perguntam qual era o perigo iminente. Hagen continua, contando que eles deveriam sacrificar animais aos deuses, e que deveriam encher os copos de hidromel. Ao esclarecer que eles deveriam aproveitar o momento, os soldados se tranquilizam e celebram. Guntário e Brunilda se aproximam, enquanto os gibichungos os saúdam.

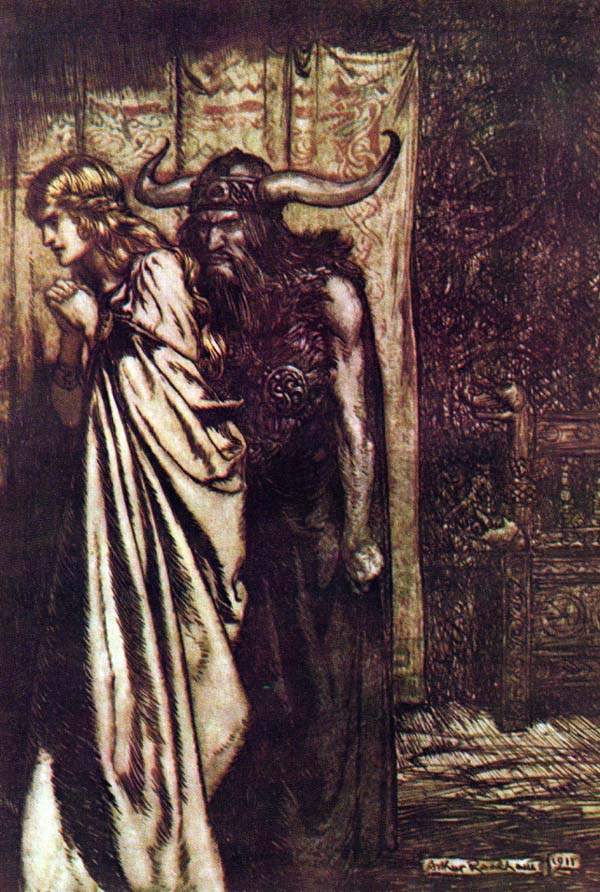
Guntário e a desolada Brunilda

#### Cena IV
Os dois chegam, e se percebe a desolação de Brunilda; ela se espanta ao ver Siegfried, após Guntário cumprimentar Siegfried e anuncia seu casamento com Gutrune. Notando o anel nas mãos dele, deduz que ele havia roubado de Guntário. Os gibichungos também se espantam. Hagen pede atenção de todos às palavras de Brunilda. Siegfried alega que o anel era fruto da luta contra o dragão Fafner, e Guntário alega que não havia dado o tesouro para Siegfried. Ela então toma conhecimento da traição, denunciando Siegfried em frente aos vassalos de Guntário, declarando que Siegfried é seu esposo. Siegfried jura em honra da lança de Hagen que aquelas acusações são falsas, o que é desmentido por Brunilda. Os presentes oram a Donner por justiça. Por fim, Siegfried parte com Gutrune e os convidados para a festa de casamento.

#### Cena V
Restam no recinto somente Brunilda, Hagen e Guntário. Completamente envergonhado com a atitude de Brunilda perante seu povo, Guntário concorda com a sugestão de Hagen de matar Siegfried para recuperar sua honra. Buscando vingança da traição de Siegfried, Brunilda também concorda, e informa a Hagen única fraqueza do herói: apesar dela ter usado mágica para preveni-lo de qualquer mal em luta, ela havia deixado as costas desprotegidas, sabendo que ele nunca daria às costas ao combate. Então, Hagen e Guntário decidem atrair Siegfried para uma caçada juntos a fim de matá-lo.

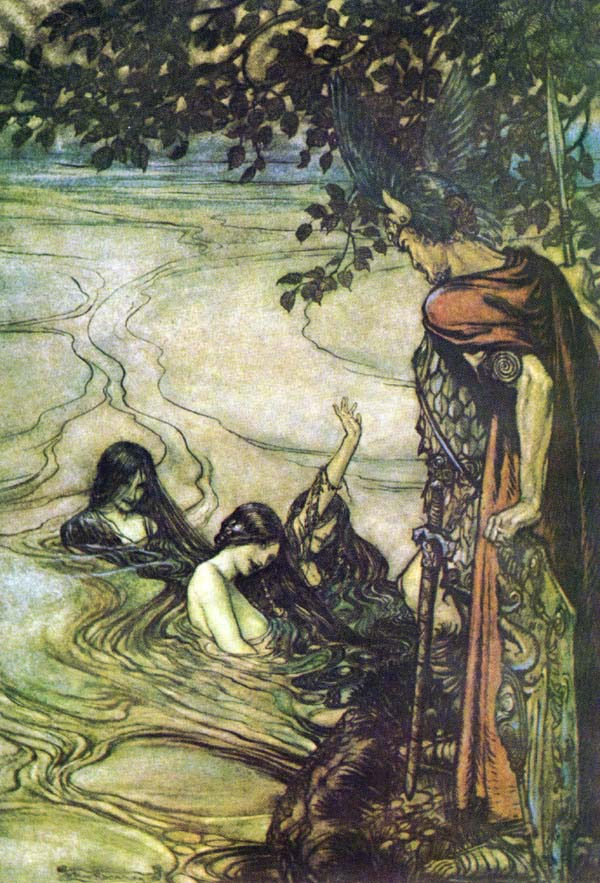
As donzelas do Reno cortejam Siegfried

### Ato III

#### Cena I
Às margens do rio, as donzelas do Reno lamentam a falta do Ouro do Reno. Siegfried aparece no local, separado dos seus companheiros de caçada. Elas o demandam o retorno do anel em troca de informações sobre a caçada. Sendo ignoradas, o chamam de sovina, o que o faz finalmente oferecer o objeto. Inesperadamente, agora elas se recusam a aceitar, alertando sobre a maldição que estava chegando ao herói. Interessado, ele pede mais informações, e ouve a história do anel. Ele desdenha, e então elas citam a maldição trançada no fio do destino das nornas. Com uma prepotência parecida com a de Wotan, Siegfried responde que sua espada romperia o fio do destino, assim como com a lança de Wotan. Elas então fogem, prevendo a morte de Siegfried no mesmo dia. Trompas de caça se ouvem ao fundo.

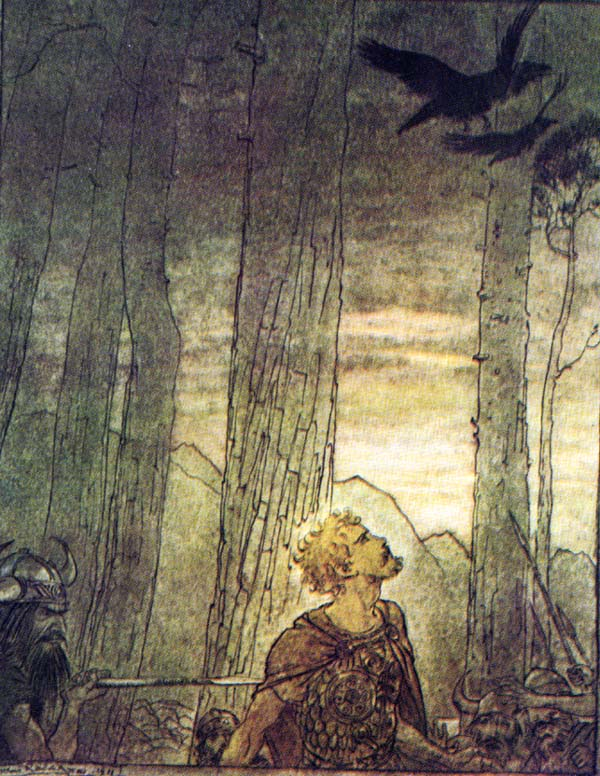
Siegfried é morto pelas costas

#### Cena II
Siegfried se reúne com os caçadores, que incluem Guntário e Hagen. Enquanto repousam, nota-se Guntário num tom alterado, e Siegfried conta aos presentes sua aventuras da juventude. Ele cita o anão Mime, o anel, Fafner, o dom da língua dos pássaros. Hagen o oferece uma bebida que restaura sua memória, desfazendo o feitiço da poção do amor, e ele se lembra de ter acordado Brunilda do sono mágico com um beijo. Guntário se espanta com a confirmação da traição de Siegfried. De repente, dois corvos voam dum arbusto; enquanto Siegfried os observa, Hagen o fere fatalmente nas costas com sua lança. Os outros observam com horror, enquanto Hagen anuncia estar "punindo perjúrio", caminhando calmamente em direção da floresta. Siegfried morre enquanto relembra suas memórias de Brunilda, e seu corpo é carregado numa procissão solene. O acompanhamento musical é a "Marcha Fúnebre de Siegfried", uma passagem notável de toda a tetralogia.

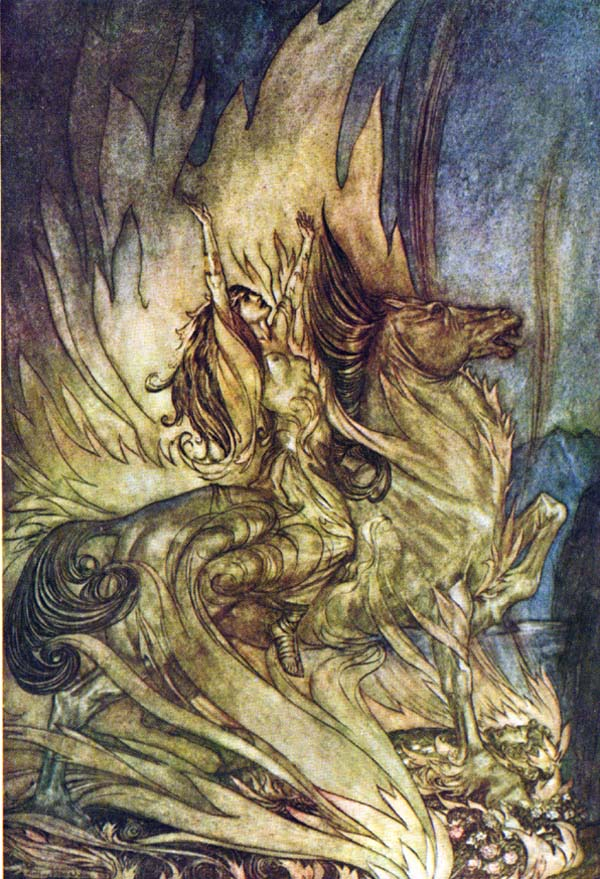
Brunilda louva seu cavalo, monta-o e cavalga para a morte, atirando-se nas chamas

#### Cena III
De volta ao palácio dos gibichungos, Gutrune aguarda o retorno de seu marido Siegfried. Angustiada com a falta, ele ainda se questiona se Brunilda ainda estava acordada. Hagen chega com a procissão, e Gutrune observa devastada o corpo de Siegfried sendo trazido. Num primeiro momento, Hagen anuncia que um javali o atacara, mas Guntário o acusa da morte. Hagen replica, argumentando que Siegfried havia quebrado sua promessa, exigindo o anel da mão do morto como direito de sua conquista. Guntário não aceita, alegando que o anel é herança de Gutrune, e então Hagen também o mata após um duelo.
Entretanto, ao se aproximar do anel para obtê-lo, a mão do herói morto se levanta de forma assustadora, e ele recua. Brunilda aparece, clamando vingança à morte do esposo. Gutrune ainda tenta rebater, mas eventualmente aceita que a mulher do herói era, de fato, a valquíria. Ela amaldiçoa Hagen por seu plano maligno. Brunilda ordena uma grande pira funerária às margens do rio, e a presença de seu cavalo Grane. Ela louva o marido, e ora aos deuses. Amaldiçoando o anel, ela avisa as donzelas do Reno para obtê-lo das suas cinzas, assim que o fogo limpe sua maldição. Ela acende a pira, e envia os corvos para casa, para anunciar todos os fatos ocorridos a Wotan. Num último momento, Brunilda louva seu cavalo, monta-o e cavalga para a morte, atirando-se nas chamas.
O fogo consome o local, enquanto o rio Reno transborda suas margens, levando as donzelas do Reno com as ondas. Hagen ainda tenta roubar o anel delas, mas afunda. As donzelas do Reno nadam com o anel, satisfeitas com o retorno do seu objeto, enquanto o palácio dos gibichungos é destruído. Com o aumento das chamas, a Valhala aparece ao fundo. A morada dos deuses é consumida pelo fogo, e percebe-se no interior os deuses reunidos, apenas aguardando pelo fim.

## Composição
A primeira versão da ópera se chamava A Morte de Siegfried, mas foi renomeada em outubro de 1848. Wagner adicionou um prólogo pois muita informação estava implícita, o que acabou se tornando as três óperas anteriores, formando o ciclo do anel. Em 1852, adicionou-se o fim dos deuses e da Valhala. Durante o processo de composição, interesses nos trabalhos de Schopenhauer e no budismo também influenciaram a obra.
Impaciente para completar seu ciclo épico, Wagner começou a trabalhar num esboço preliminar de Götterdämmerung em 2 de outubro de 1869, enquanto ainda trabalhava no terceiro ato de Siegfried. A composição passou por três estágios: esboço preliminar (Gesamtentwurf), esboço orquestral (Orchesterskizze) e partitura completa (Partiturerstschrift). Ele alterou sua forma padrão de trabalho mais uma vez enquanto trabalhava nos dois últimos atos de Die Meistersinger von Nürnberg, e agora ele terminava os esboços completos de cada ato antes de começar a partitura completa de toda a ópera.
Continuou-se a composição sem dificuldade, já que Wagner agora estava habituado com seu material musical. Houve uma pequena interrupção durante o natal, mas o trabalho foi retomado já em 9 de janeiro de 1870. O esboço orquestral começou dois dias após; entretanto, ele conseguiu se concentrar naquela composição somente após terminar Siegfried, em 5 de fevereiro de 1871. Em meados do ano, os esboços do prólogo e do primeiro ato estavam terminados, e o compositor passou a trabalhar no esboço preliminar do segundo ato. O esboço orquestral correspondente foi começado somente em 18 de novembro, e o segundo ato estava completado já no fim daquele ano.
Em algum momento entre 1871 e 1872, Wagner trabalhou no esboço preliminar do que ele chamava "Fim de Schopenhauer" para o terceiro ato, ainda que não era destinado à obra em si. Essa não foi a única modificação que ele fez ao texto do terceiro ato. Enquanto trabalhava na instrumentação, decidiu que Gutrune deveria morrer, diferente da ideia original dela somente desmaiar. O trabalho preliminar desse ato começou em 4 de janeiro de 1872, terminando em 9 de abril. O esboço orquestral começou logo após o preliminar, sendo terminado em 22 de julho. Em abril do mesmo ano, a família Wagner deixou Tribschen para se estabelecer em Bayreuth, uma pequena cidade da Baviera onde um teatro havia sido construído para a estreia do ciclo. Um ano após, haviam se mudado para Wahnfried, sua nova mansão no local.
Em 3 de maio de 1873, apenas cinco dias após estabelecer residência em Wahnfried, Wagner começou a partitura completa de Götterdämmerung. No natal ele já havia chegado no fim do primeiro ato. Em 26 de junho de 1874 foi terminado o segundo ato, e em 21 de novembro a obra completa. Na última página Wagner escreveu: "Vollendet in Wahnfried am 21. November 1874. Ich sage nichts weiter!! RW" ("Completado em Wahnfried em 21 de novembro de 1874. Direi mais nada!! RW")

## Papéis
Os papéis de Guntário e Alberich são interpretados por barítonos, enquanto Siegfried é tenor e Hagen é baixo. Entre as mulheres, Brunilda e Gutrune são interpretadas por sopranos, e a valquíria Waltraute é mezzo-soprano. As três nornas são interpretadas por contralto, mezzo-soprano e soprano. Já as donzelas do Reno são Woglinde e Wellgunde como sopranos e Flosshilde como mezzo-soprano.